# 喀麥隆副長頜魚
喀麥隆副長頜魚，為輻鰭魚綱骨舌魚目象鼻魚科的其中一種。分布於非洲奈及利亞至喀麥隆的沿岸河流，棲息於水底，具有發電器官，用來偵測獵物，體長可達13.5公分。